# Anemone coronaria
Anemone coronaria (L., 1753) è una pianta appartenente alla famiglia delle Ranunculaceae, diffusa nel bacino del Mediterraneo ed in Medio Oriente.

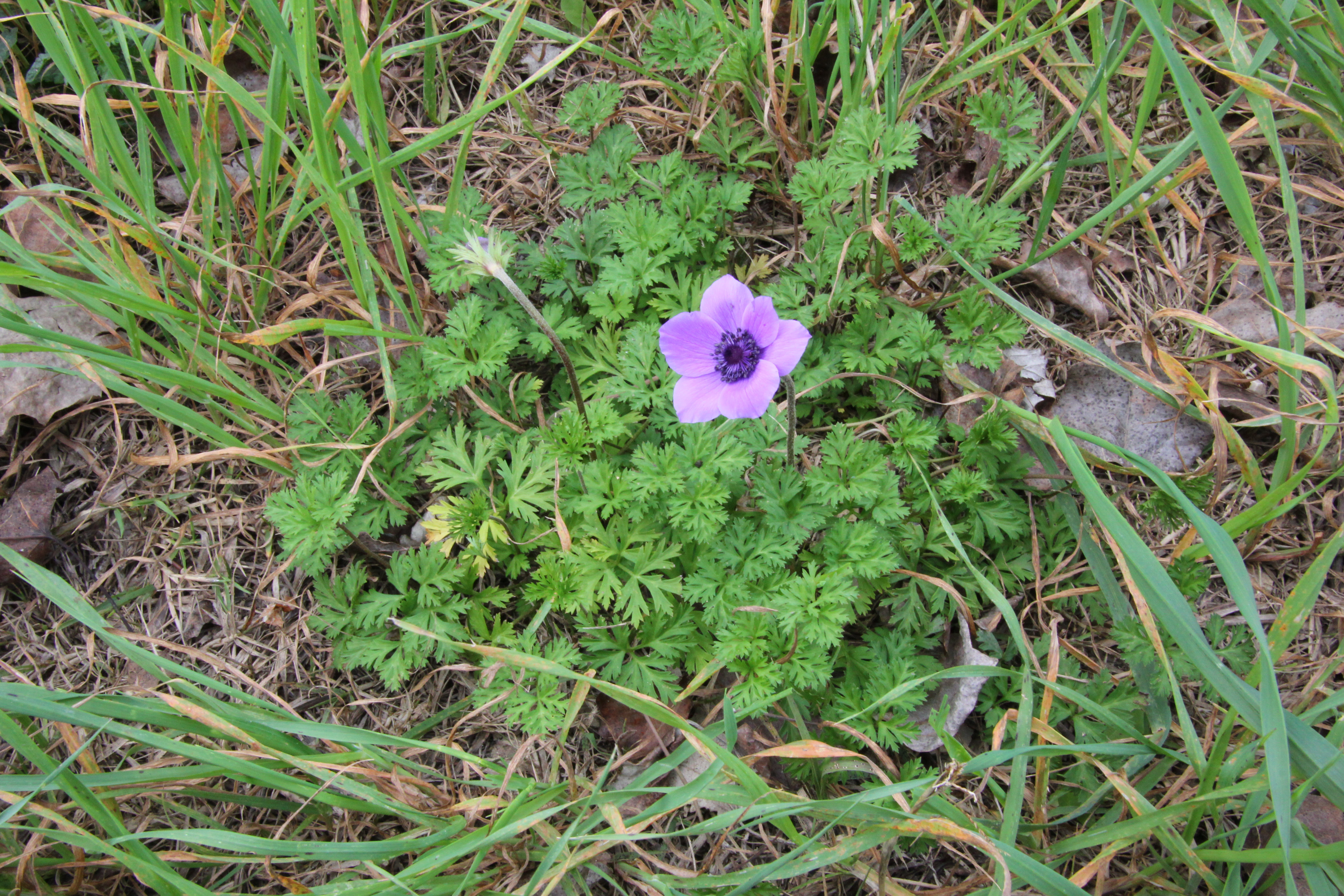
Esemplare di A. coronata in habitat.

## Descrizione
È particolarmente resistente al freddo. Le foglie sono frastagliate. Presenta fiori semplici o doppi, bianchi, rossi, blu o violacei che vengono generalmente prodotti tra Maggio e Ottobre..

## Distribuzione e habitat
A. coronaria è diffusa nella maggior parte degli stati affacciati sul Mar Mediterraneo, oltre che, verso est, fino a parte dell'Iran. È una delle sole tre specie di Anemone presenti sul territorio italiano, assieme ad A. hortensis e A. palmata.